# دييغو بوستوس
دييغو بوستوس (بالإسبانية: Diego Bustos)‏ هو صحفي أرجنتيني، ولد في 20 مارس 1971 في María Juana ‏ في الأرجنتين.